# Les bronzés
Les Bronzés är en fransk komedifilm från 1978 i regi av Patrice Leconte. Leconte stod även för manus tillsammans med en stor del av de medverkande skådespelarna. Idén till filmen krediteras pseudonymen L'Équipe du Splendid. I Frankrike räknas både filmen och efterföljaren Les bronzés font du ski som kultfilmer. Den engelska filmtiteln blev French Fried Vacation.

## Handling
Några franska medborgare anländer till en semesterort vid Elfenbenskusten där man bland annat får följa deras amorösa, eller brist på amorösa, äventyr.

## Rollista
- Josiane Balasko - Nathalie Morin
- Gérard Jugnot - Bernard Morin
- Marie-Anne Chazel - Gigi
- Michel Blanc - Jean-Claude Dusse
- Martin Lamotte - Miguel
- Thierry Lhermitte - Popeye
- Dominique Lavanant - Christiane
- Christian Clavier - Dr. Jerome Tarere
- Luis Rego - Bobo

### Allmänna källor
- Les bronzés på unifrance